# Le Journal des finances
Pour les articles homonymes, voir JDF.
Le Journal des finances ou JDF était un hebdomadaire français spécialisé dans la finance, propriété du Groupe Le Figaro. Fin janvier 2011, le Journal des Finances a été absorbé par l'hebdomadaire rival Investir, en créant un nouvel hebdomadaire : Investir-Le journal des Finances.

## Historique
Le Journal des Finances a été fondé en 1867 par Auguste Vitu, sous le Second Empire de Napoléon III, qui entreprit de convertir la France à l'économie libérale. La cote de la bourse comprenait alors 300 valeurs.
Dans les années 1930, Le Journal des finances combat les réformes sociales du Front populaire et porte un regard plutôt complaisant sur la montée du fascisme en Europe. Le journal salue en mai 1940 l'arrivée au pouvoir de Philippe Pétain et continue de paraitre pendant l'occupation. À la libération, tout comme d'autres journaux influents, il échappe à l'ordonnance du 17 février 1945 interdisant définitivement l'usage des titres parus sous l'occupation.
Il comptait aussi parmi ses collaborateurs Jacques Bainville et Georges Blondel, et plus tard eut comme directeur Ernest Vincent.